# British Comedy Awards 2008

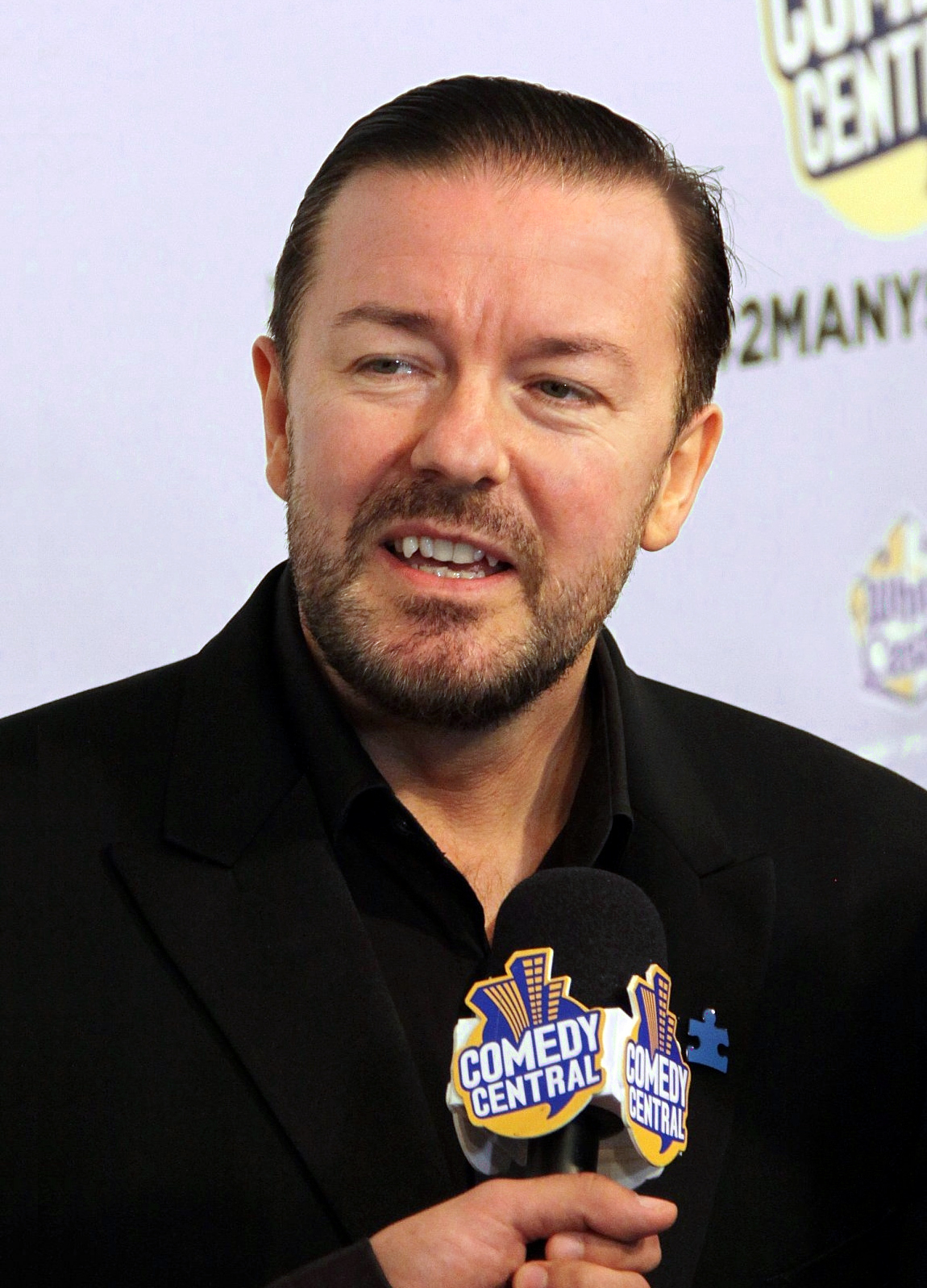
Ricky Gervais, najlepszy telewizyjny aktor komediowy

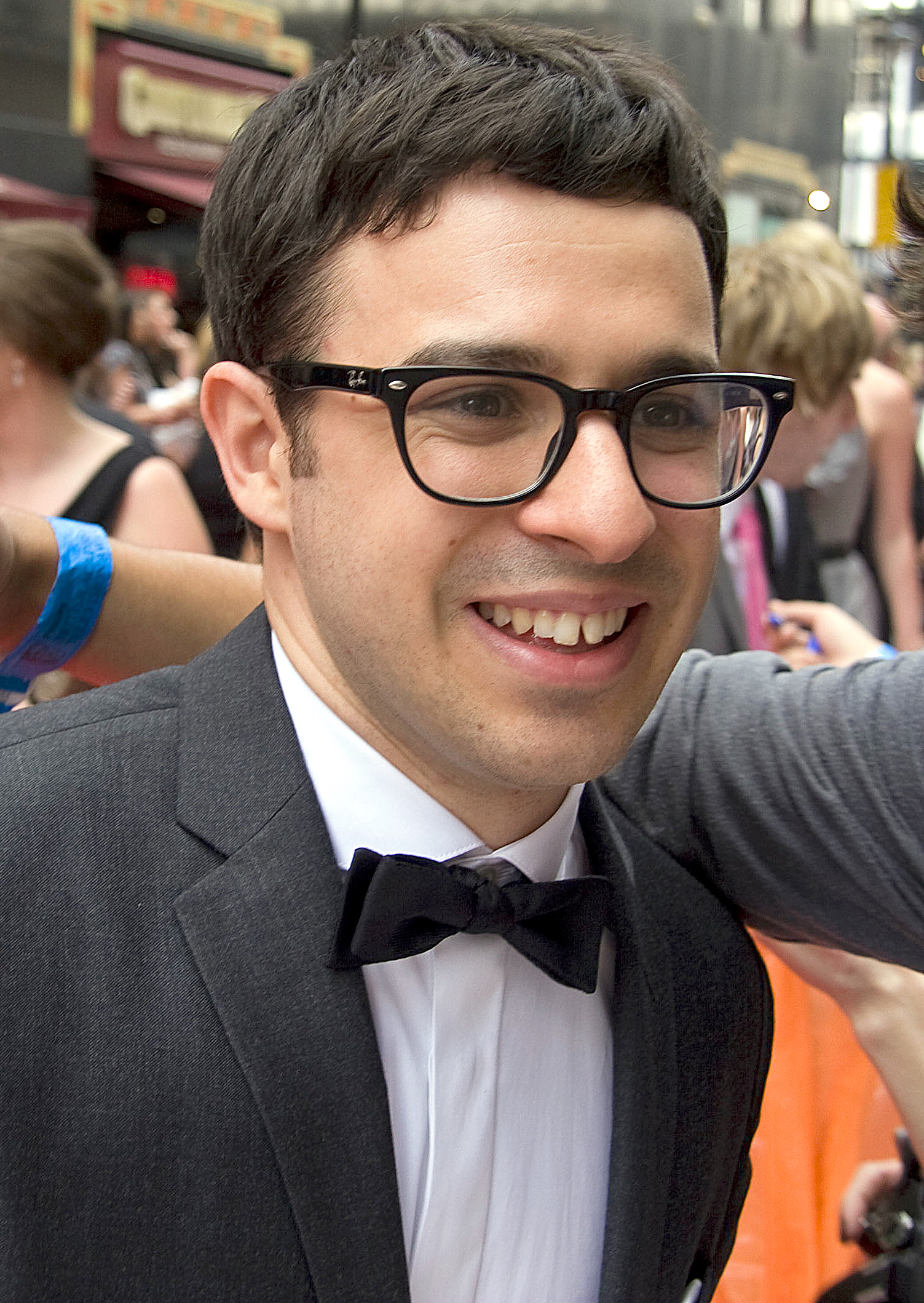
Simon Bird, najlepszy męski debiut komediowy

British Comedy Awards 2008 – dziewiętnasta edycja nagród British Comedy Awards, zorganizowana w 2008 roku. Ceremonię poprowadził debiutujący w tej roli Angus Deayton. 
Po raz pierwszy od 1991 roku na gali nie wystąpił będący dotąd jej stałym prowadzącym Jonathan Ross, co wiązało się z poważnymi kłopotami dyscyplinarnymi i wizerunkowymi, na jakie Ross naraził się ze względu na swój wybryk na antenie BBC Radio 2, polegający na nagrywaniu na automatycznej sekretarce Andrew Sachsa wulgarnych wypowiedzi na temat jego wnuczki. Wśród nagrodzonych znalazł się natomiast Russell Brand, który wspólnie z Rossem prowadził kontrowersyjny program i był drugim autorem tego "dowcipu". 

## Lista laureatów
- Najlepszy telewizyjny aktor komediowy: Ricky Gervais
- Najlepsza telewizyjna aktorka komediowa: Sharon Horgan
- Najlepsza osobowość w komedii i rozrywce: Alan Carr
- Najlepszy program komediowo-rozrywkowy: Harry Hill's TV Burp
- Najlepszy żeński debiut komediowy: Katy Brand
- Najlepszy męski debiut komediowy: Simon Bird
- Najlepsza nowa komedia telewizyjna: The Inbetweeners
- Najlepsza komedia telewizyjna: Gavin & Stacey
- Najlepszy komediodramat telewizyjny: Drop Dead Gorgeous
- Najlepszy komediowy teleturniej panelowy: QI
- Najlepszy stand-up: Russell Brand
- Nagroda Brytyjskiej Gildii Scenarzystów dla najlepszego scenarzysty komediowego: David Renwick
- Nagroda specjalne za wybitne zasługi dla komedii: Geoffrey Perkins (pośmiertnie)
- Nagroda za całokształt twórczości telewizyjnej: Jasper Carrott